# Feliks Zabłocki
Feliks Zabłocki (ur. 1846 w Łowiczu, zm. 5 kwietnia 1874 w Warszawie) – drzeworytnik warszawski.

## Życiorys
Czynny w latach 1863–1874. Do 1867 roku rytował dla "Tygodnika Ilustrowanego", a następnie dla "Kłosów". W 1871 roku wraz z Władysławem Bojarskim, Ignacym Chełmickim i Bronisławem Pucem zorganizował spółdzielnię - „Drzeworytnia Warszawska”, w której rytowano drzeworyty dla czasopism ilustrowanych, głównie rosyjskich. W wyniku rozwoju działalności drzeworytnicy założyli filię w Petersburgu.
Z ważniejszych prac: drzeworyty wg rysunku Juliusza Kossaka do książki Władysława Zawadzkiego pt. Obrazy Rusi Czerwonej (wyd. Żupański, Poznań 1869), Panorama Warszawy z kopuły kościoła ewangelickiego wg rysunku Adolfa Kozarskiego, Domy drewniane w Wiśniczu oraz portrety wg rysunku Jana Matejki, Rzeźbiarz wiejski wg Aleksandra Kotsisa, Skarbiec katedry na Wawelu - Aleksandra Gryglewskiego, Dziewczę ze skrzypcami - Artura Grottgera, Bakałarz - Leopolda Horowitza, Trzy chwile życia szulera - Ksawerego Pillatiego.
Został pochowany na cmentarzu Powązkowskim w Warszawie (kwatera 30 wprost-6-38).

## Galeria wybranych drzeworytów

Panorama Warszawy z kopuły kościoła ewangelickiego, przed 1874
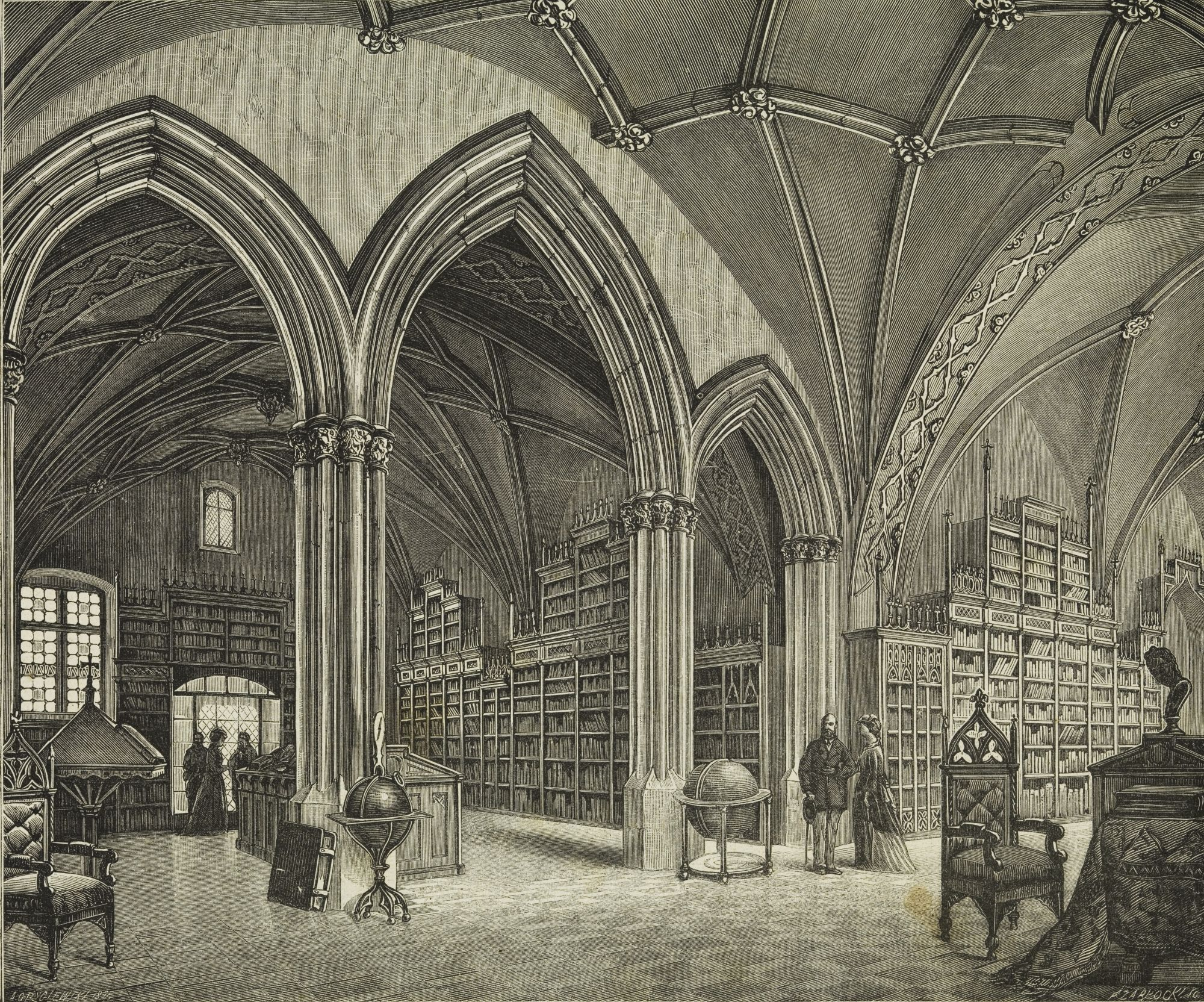
Sala główna Biblioteki Uniwersytetu w Krakowie, 1871
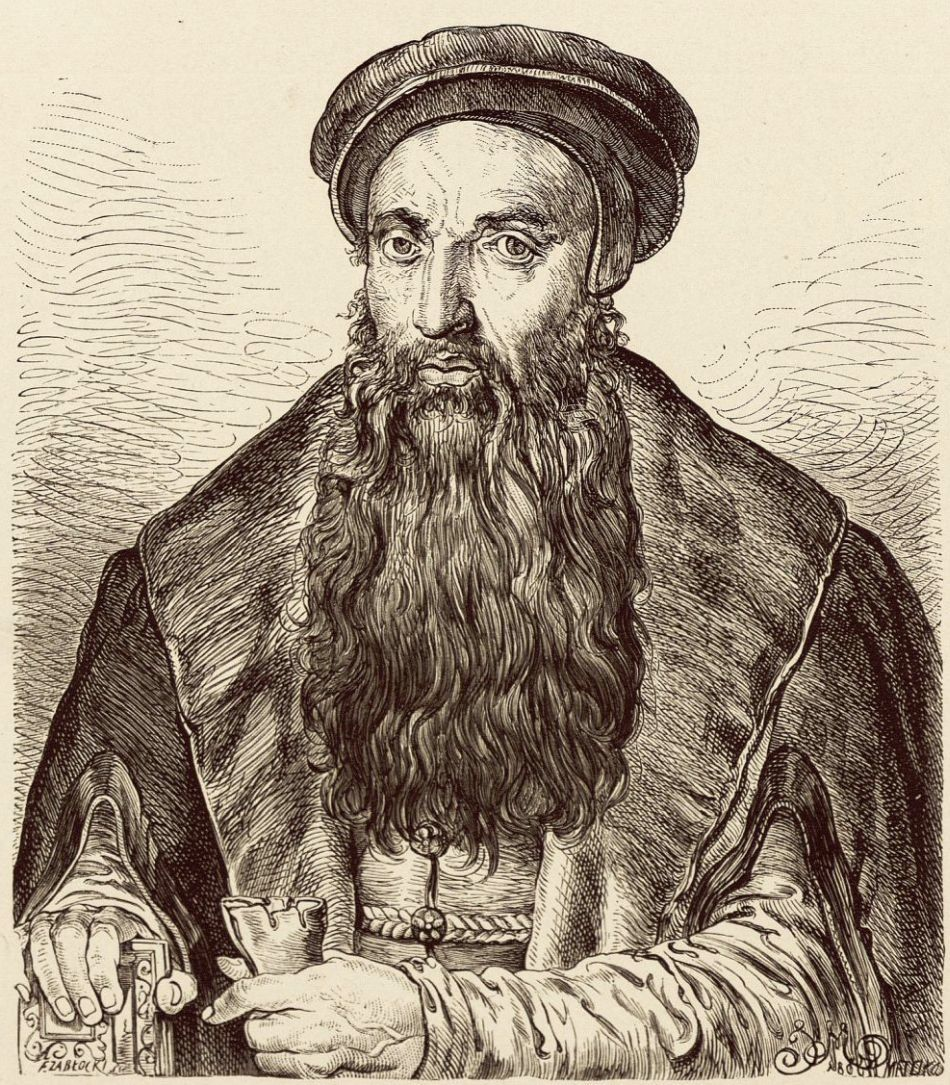
Portret Jana Łaskiego młodszego, 1867
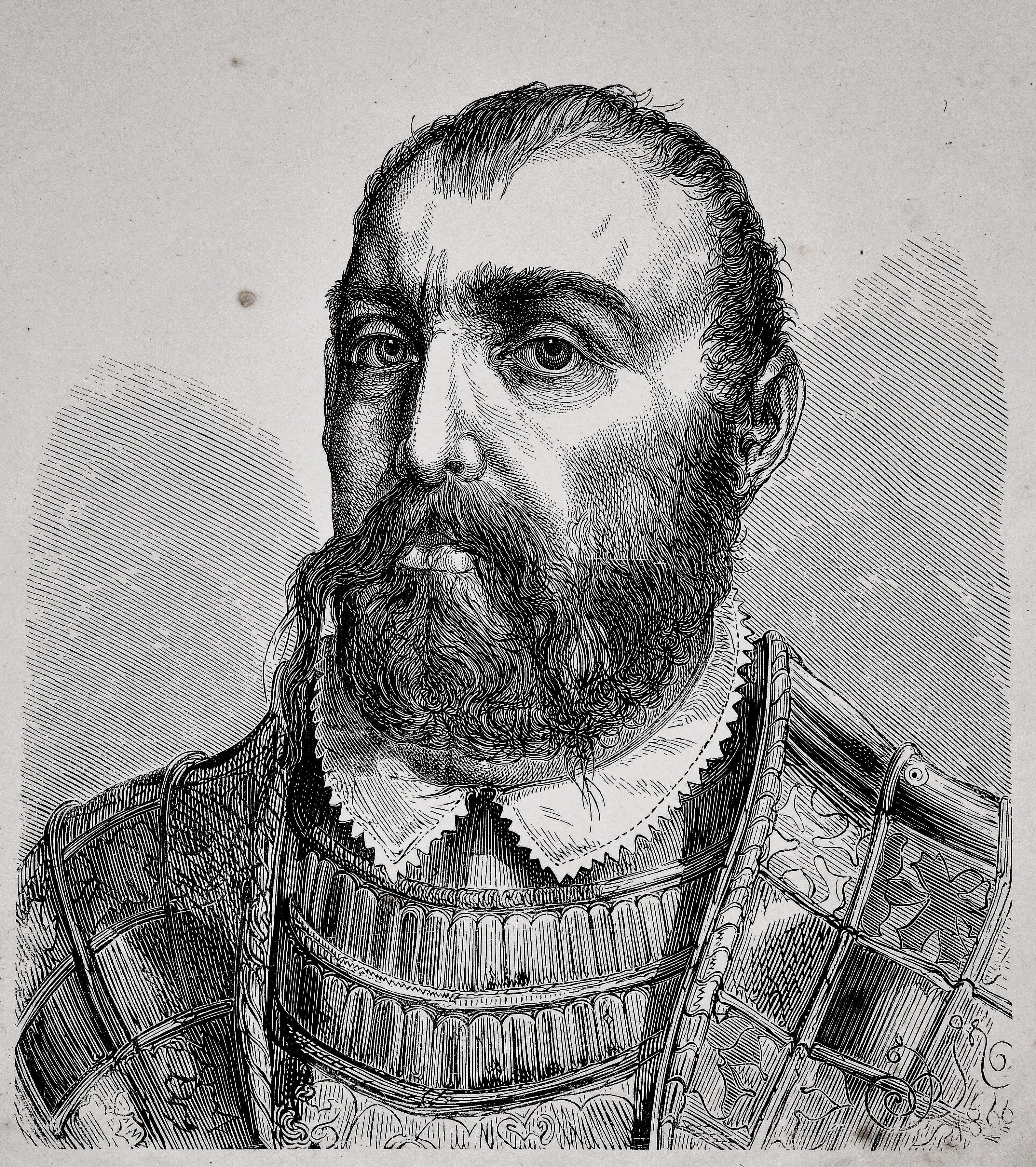
Portret Andrzeja II Górki, 1866
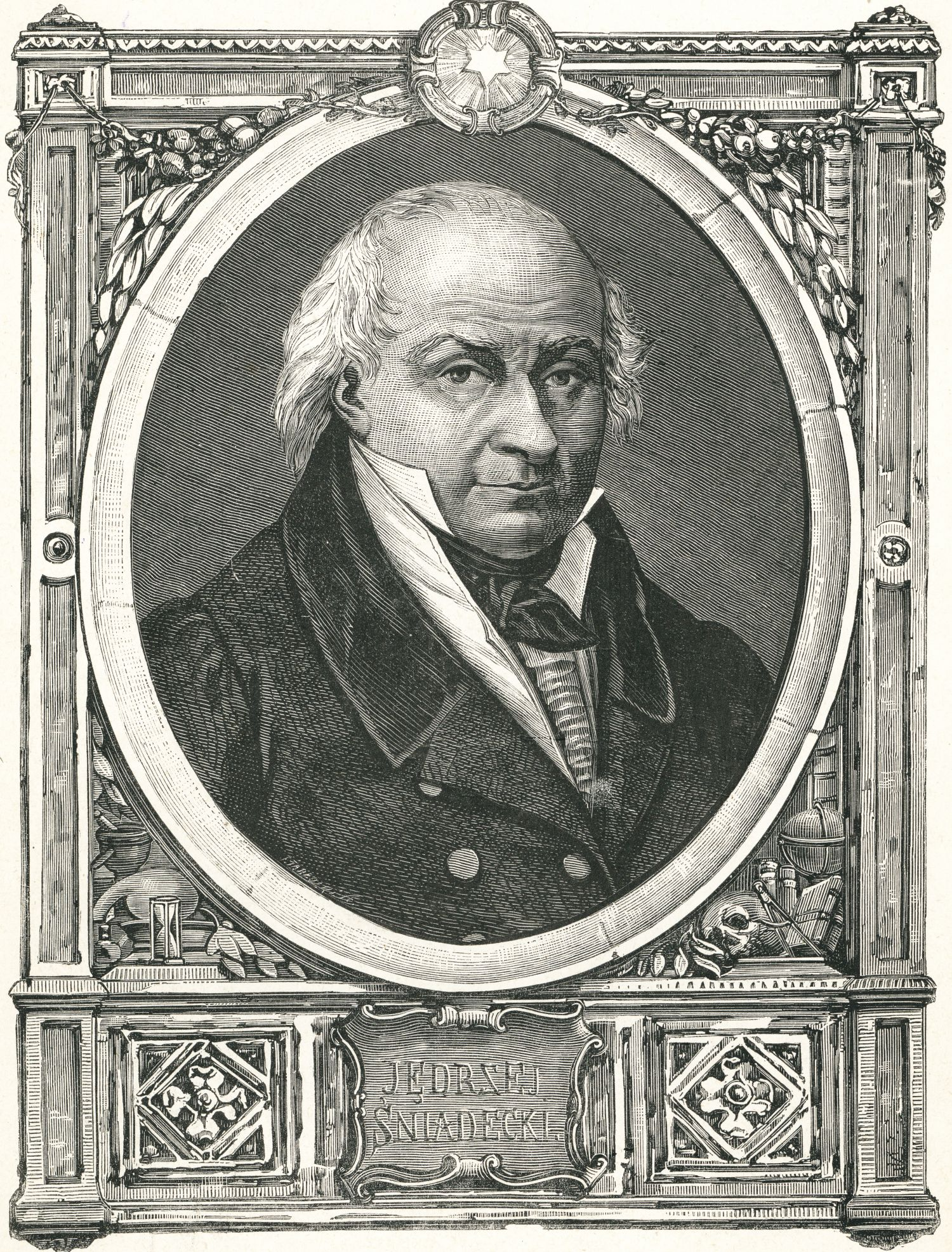
Portret Jędrzeja Śniadeckiego, przed 1874
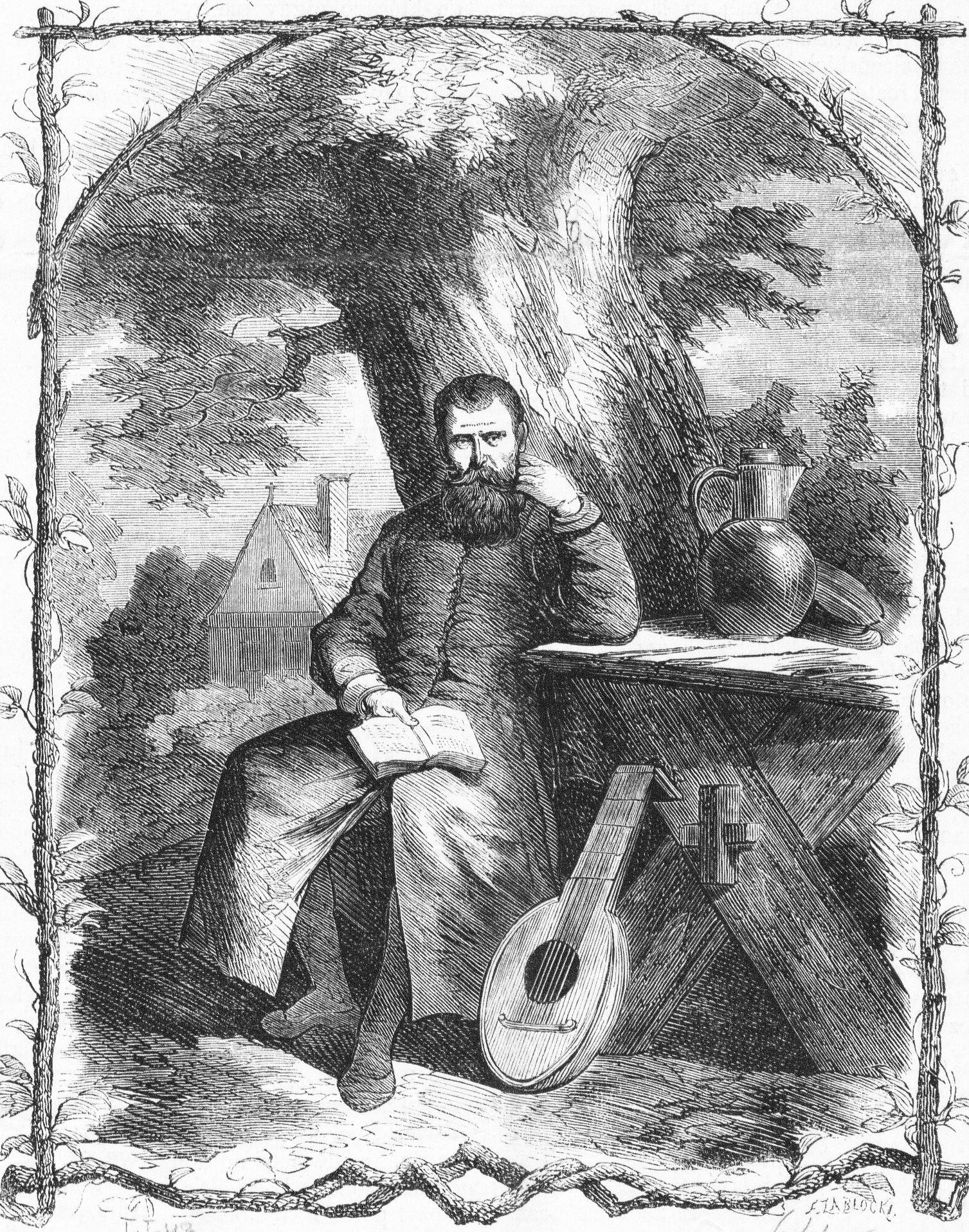
Jan Kochanowski siedzący pod lipą, 1864
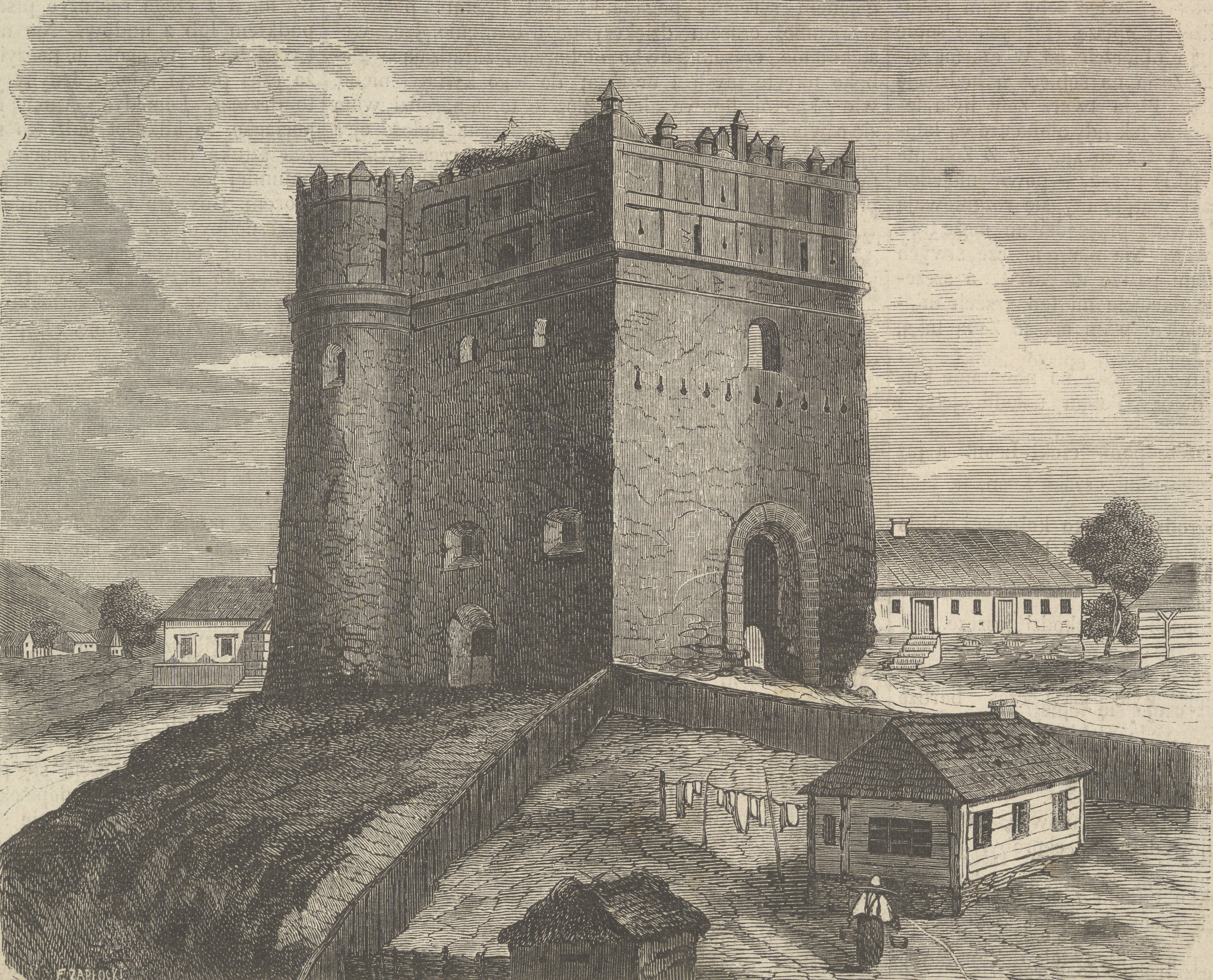
Zamek w Ostrogu, 1863